# Molophilus taylorinus
Molophilus taylorinus là một loài ruồi trong họ Limoniidae. Chúng phân bố ở miền Australasia.